# Inkaso
Inkaso (z ital. incasso) je vyrovnání splatné pohledávky, buď v hotovosti nebo bezhotovostně, bankovním převodem z účtu příkazce na účet příjemce. Pohledávka vzniká obvykle fakturou ("účtem") za dodané zboží nebo službu, kde je také vyznačena lhůta splatnosti.
V běžné řeči se inkasem často rozumí speciální případ automatického inkasa na základě příkazu k inkasu nebo SIPO.

## Bezhotovostní inkaso
Nejjednodušší forma bezhotovostní platby je příkaz k úhradě (žiro), kterým dlužník (odběratel) přikazuje své bance, aby příslušnou částku převedla na účet věřitele (dodavatele). Podobně funguje i platba kartou. Při platbách, které se pravidelně opakují, může dát odběratel své bance tzv. trvalý příkaz k úhradě. (výchozí situace pro motivaci) Na jeho základě banka příkazce odesílá pravidelně (např. v určitý den v měsíci) stanovenou částku příjemci. Trvalý příkaz může být časově omezen.
Některé pravidelné platby se sice opakují, ale dlužná částka se mění (například za odběr vody, elektřiny, plynu atd.). Aby dlužník (odběratel) nemusel platbu pokaždé vyrovnávat novým příkazem (změnou trvalého příkazu), umožňují banky obrácený postup: Odběratel vydá bance povolení k inkasu pro určitého dodavatele, na svůj vrub a v dodavatelův prospěch. Bance tím sděluje, že má pohledávky tohoto dodavatele automaticky hradit z odběratelova účtu; výše plateb může být předem omezena.
Inkasní platba je prováděna z popudu dodavatele, a to na základě jeho příkazu k inkasu. Jde tedy o platební systém tří stran, založený na důvěře: banka, u ní odběratel s běžným účtem, na kterém je bance potvrzeno povolení inkasa třetí stranou, a tou je dodavatel, který bance odběratele dává pokyny k inkasu (typicky skrze svou banku). Inkasované částky pak banka odběratele poukazuje do banky dodavatele, na jeho účet.

## Sdružení inkaso do jediného
Česká pošta nabízí možnost pravidelné proměnlivé platby domácností sdružit do jediné součtové pravidelné platby, také v proměnné výši. Pak jde o široce využívanou službu SIPO (dříve Sdružené Inkaso Plateb Obyvatelstva; nyní Soustředěné Inkaso Plateb Obyvatelstva). Původním záměrem k takové službě je snížení transakčních nákladů.

## Dokumentární inkaso
V mezinárodním obchodě je zavedena služba, při níž banka vývozce současně s pohledávkou posílá bance dovozce (odběratele) i různé obchodní dokumenty, které odběrateli např. umožní dodané zboží převzít, proclít atd. Tyto dokumenty mu však vydá až po zaplacení pohledávky. Dokumentární inkaso se tak v něčem podobá zasílání na dobírku.